# Blues Ballads
Blues Ballads — студійний альбом американської ритм-енд-блюзової співачки Лаверн Бейкер, випущений у 1959 році лейблом Atlantic.

## Опис
Перед тим як стати успішною рок-н-рольною співачкою, Лаверн Бейкер працювала в жанрах джаз та блюз, і саме таку музику вона співає на цьому альбомі. Альбом був записаний під час різних сесій з 9 лютого 1957 по 14 травня 1959 року в Нью-Йорку з різним складом музикантів, серед яких саксофоністи Бадд Джонсон, Джером Річардсон, Кінг Кертіс, тромбоніст Урбі Грін, гітарист Мікі Бейкер, басисти Венделл Маршалл і Мілт Гінтон, ударник Белтон Еванс. Серед пісень її найбільший хіт «I Cried a Tear» (яка посіла 2-е місце в ритм-енд-блюзовому чарті 1959 року), «I Waited Too Long», «So High So Low» та блюзовий стандарт «St. Louis Blues».

## Список композицій
1. «I Cried a Tear» (Ел Джулія) — 2:34
2. «If You Love Me» (Джеффрі Парсонс, Едіт Піаф, Маргеріт Монно) — 2:38
3. «You're Teasing Me» (Док Помус, Морт Шуман) — 2:15
4. «Love Me Right» (Дон Кіршнер, Боббі Дарін) — 1:56
5. «Dix-A-Billy» (Вуді Гарріс, Пол Еванс, Джек Рердон) — 1:53
6. «So High, So Low» (ЛаВерн Бейкер) — 1:50
7. «I Waited Too Long» (Ніл Седака, Говард Грінфілд) — 2:32
8. «Why Baby Why» (Дік Глессер, Нік Больді) — 2:29
9. «Humpty Dumpty Heat» (Генрі Бойє) — 2:35
10. «It's So Fine» (Беррі Горді, мол., Тайрон Карло, Ел Грін) — 2:24
11. «Whipper Snapper» (Джеррі Лібер, Майк Столлер) — 2:07
12. «St. Louis Blues» (В. К. Генді) — 2:30

## Учасники запису
- Лаверн Бейкер — вокал

Технічний персонал
- Джеррі Шарсберг — фотографія
- Марвін Ізраел — дизайн